# إبراهيم إنياس الكولخي
إبراهيم إنياس الكولخي (7 نوفمبر 1900 - 24 يوليو 1975) هو عالم مسلم.

## مولده ونشأته
ولد الشيخ إبراهيم عبد الله نياس يوم الخميس 15 رجب 1318هـ في طيبة، وهي قرية صغيرة قرب مدينة كولخ في السنغال.
ونشأ في حجر والده، وقرأ عليه القرآن حتى حفظ حفظاً جيداً برواية ورش عن نافع.
وقد ظهرت عليه النجابة في صغره، وبعد أن حفظ القرآن شمر عن ساعد الجد والاجتهاد في تحصيل العلوم، المنطوق منها والمفهوم، وبلغ فيها المنى والمراد، وتبحر فيها وتفنن بجميع فنونها.

## شيوخه
تولى تعليمه والده العالم المجاهد الحاج عبد الله بن محمد ابن مدمب.
وازداد من العلوم والتضلع فيها بهمته العالية وانهماكه المستمر في طلب العلم، ولم يقرأ على أحدٍ غير والده.
وبعد أن نبغ في سنٍ مبكرة في التفسير وعلوم القرآن والحديث وعلومه، والفقه وأصوله، واللغة وفنونها، والتصوف، فكان مرجعاً في ذلك كله، تصدر لإفادة الخلق قبل بلوغ الثلاثين سنة، وأقبل عليه الناس من أقطار شتى، عرباً وعجماً ينهلون من علومه.

## إجازات العلماء له
وهي كثيرة جداً وهذه نماذج منها:
1- أول من اجازه والده الحاج عبد الله انياس، قال الشيخ: «وهو أول من أجازني في تعليم القرآن والعلم بأسانيده».
2- وأجازه برواية ورش: محمد الأمين بن بد.
3- وأجازه قاضي المغرب سيدي أحمد سكيرج بتأليفه المعنون بـ (قدم لرسوخ فيما لمؤلفه من الشيوخ، في نحو ستمائة شيخ، قال بعد فراغه من تأليفه: «أول من أجزت بهذه الأسانيد كلها الخليفة الحاج إبراهيم انياس » وقد كتبت 23/ صفر/1358 هـ.
4- وأجازه أيضا يوم عاشوراء سنة 1355هجري بحديث عاشوراء المسلسل وحديث (الراحمون يرحمهم الرحمن), وكلاهما يتصل سنده برسول الله صلى الله عليه وسلم.
5- وأجازه الشيخ صالح بن الفضيل التونسي المدرس بالمسجد النبوي بجميع ما تضمنه ثبت العلامة المصري عن طريق السيد بدر الدين الحسني الشامي المغربي الفاسي الأصل، بتاريخ الأربعاء 18/ذي الحجة / 1355هـ اتجاه الكعبة بخط المجيز نفسه.
6- إجازة السيد محمد عبد الحي الكتاني المغربي الفاسي الأصل، قال: اجيز حضرة الفاضل المذكور بالسعي المشكور والعمل المبرور بجميع ما لي من مرويات ومقروءات ومسموعات ومجازاة من خمسمائة نفس مابين رجال ونساء.
7- محمد بن الفضيل صاحب الفجر الساطع على الصحيح الجامع / أحمد بن الطالب صاحب التعاليق على الصحيح / حميد بن محمد قاضي مكناس / أحمد بن محمد الخياط: شيخ الجماعة بفاس / قاضي فاس المقرئ عبد الله الهاشمي بن خضراء/ الصاعقة محمد بن إبراهيم السباعي المراكشي.
8- وفي الجزائر: مسندها أبو الحسن علي بن موسى الجزائري.
9- ومن تونس: شيخ الجماعة بها أبو حفص عمر بن الشيخ / قاضي تونس المسند محمد بن الطيب بن محمد النيفر.
10- وفي مصر: الشهاب أحمد الرفاعي / السيد الصالح البنا الإسكندري / مفتي الأوقاف. الشيخ حسين منقارة الطرابلسي الحنفي /
11- وفي الحجاز: السيد حبيب الرحمن الهندي / مسند الحجاز أبو الحسن على بن ظاهر الوثري / مفتي مكة الشيخ صالح حسين بن محمد الحيسي الباعلوي/ عالم الحجاز الشيخ محمد بن سليمان المعروف بحب الله الشافعي المكي الضرير / خطيب الحرم المكي أبو الخير مرداد الحنفي المكي.
12- وفي الشام: الشيخ سعيد الحتال / الشيخ نصر الله بن عبد القادر / عبد الرزاق البيطار الدمشقي / الشيخ عبد الله صوفان النابلسي القدومي.
13- وفي الهند: حسين بن محسن الأنصاري اليمني ثم الهندي / الشيخ خضر بن عثمان الرضوي / الشيخ محمد على أكبر الاروى.
14- وفي اليمن: المسند محمد بن سالم الترعي بحضرموت / السيد علي الأهدل الزبيدي.
وغيرهم..

## مكانته العلمية في العالم الإسلامي
كانت للشيخ  مكانة علمية بارزة في العالم الإسلامي، فقد كان محل التكريم والعناية في جميع الدول الإسلامية، وقد زارها كلها تقريباً، كما زار كذلك المجتمعات الإسلامية في الدول الأخرى، وقابل علماء عصره وأفادهم واستفاد منهم....
وكانت له صلات قوية بمشايخ الأزهر أمثال الشيخ محمود شلتوت، والشيخ الدكتور عبد الحليم محمود، من شيوخ الأزهر.وقد كرمه علماء الأزهر بأن منحوه رئاسة الأزهر الشرفية لغزارة علمه ولقبوه: (شيخ الإسلام)(في عهد الشيخ محمود شلتوت، كما طلبوا منه أن يؤم صلاة الجمعة في جامع الأزهر، وكان ذلك بتاريخ صفر من عام 1381هـ (21/7/1961م. وهو أول إفريقي يؤم المسلمين الجمعة في الأزهر الشريف.
وبعد صلاة الجمعة علق الشيخ محمد الغزالي على خطبته قائلا:
«إننا مطمئنون على مستقبل العالم الإسلامي ما دام في المسلمين أمثال ضيفنا العظيم شيخ الإسلام إبراهيم إنياس».

## عـلاقاته بشخصيات عصره
كان الشيخ إبراهيم شخصية عالمية كما وصفه أحد تلاميذه، وفي تنقلاته ورحلاته الدعوية التي نظم عنها دوواين شعرية توضح مدى اهتمامه بالدعوة الإسلامية حيث توجه نحو القيادات المؤثرة سياسيا واجتماعيا، مقدما لها النصائح والإرشادات، فقد اجتمع بالزعماء والأمراء والتقي بالأئمة والعلماء، فانتسجت بينه وبينهم أواصر المحبَّة والوداد. ومن هؤلاء على سبيل المثال: الرئيس المصري الأسبق (جمال عبد الناصر), وأمير المملكة السعودية (فيصل بن عبد العزيز), والملك (الحسن الثاني) ملك المغرب، والرئيس الجزائري السيد (بُو مَدْيَن), والرئيس السوداني الأسبق (جعفر النميري), والرئيس النيجيري الجنرال (يعقوب غوون), والرئيس الغيني الشيخ تور، والرئيس المالي (موديبو كيتا), والرئيس الغاني (كوامي أنكروما). كما اجتمع بغير هؤلاء من الأعلام العالمية والشخصيات البارزة مثل رئيس الوزراء الصيني (شوين لاين), ورئيس يوغاسلافيا (مارشال تيتو)، ورئيس الاتحاد السوفيتي (بري جنيف).
وقد قام بدور بارز في نشر العقيدة الإسلامية، في الغرب الإفريقي، كما اهتدى على يديه أقوام شتى من أوروبا وأمريكا وآسيا. وكذلك قام بجهود محمودة في توثيق الرابطة بين الأقطار العربية وإفريقيا. كما عمل على نشر اللغة العربية.

## مؤلفاته
- كاشف الإلباس عن فيضة الختم أبي العباس.
- روح الأدب.
- إفريقيا للإفريقيين.
- نور البصر في سيرة خير البشر.
- سبيل السلام في إبقاء المقام.
- تحفة الحاضرة في مناسك الحج لا سيما في الطائرة.
- تحفة الأطفال في حقائق الأفعال في الصرف
- نجوم الهدى في كون نبينا أفضل من دعا إلى الله وهدى.
- الحجة البالغة في كون إذاعة القرآن في الراديو سائغة.
- رفع الملام عمن رفع وقبض اقتداء بسيد الأنام.
- تحفة الأطفال في حقائق الأفعال.
- الجواب الشافي.
- الفيض الأحمدي في المولد المحمدي.
- إضافة إلى العديد من الرسائل والكتب التي بلغت خمسة وسبعون كتابا تقريبا.

بالإضافةً إلى عدة دواوين شعرية معظمها في مديح النبي صلى الله عليه وسلم.

## المشاركات العالمية
شارك الشيخ في عدة روابط وهيئات إسلامية ودعوية، وقد كان من الأعضاء المؤسسين للعديد من هذه الروابط، منها: رابطة العالم الإسلامي، وغيرها، وانخرط في الدعوة في هيئاتها الرسمية العالمية، فقد كان:
- نائبا للرئيس ثم رئيسا للمؤتمرالإسلامي بكراتشي.
- عضواً مؤسساً في رابطة العالم الإسلامي.
- رئيسا مؤسسا لمنظمة الاتحاد الإفريقي لدعاة الإسلام
- عضواً مؤسساً في جمعية الجامعات الإسلامية بالرباط.
- عضوا في المجلس الأعلى للشؤون الإسلامية بالقاهرة.
- عضوا في مجمع البحوث الإسلامية بالقاهرة.
- عضوا في المجلس الإسلامي الأعلى بالجزائر.

وغيرها من الهيئات الدعوية الإسلامية.

## منهجه في الدعوة
لقد سخر الشيخ إبراهيم نفسه وأقلامه في خدمة المسلمين والدفاع عن الإسلام، داعيا من تأسيس مراكز للعلم، وتأليف كتابات دينية وعلمية وثقافية ضمت هذه التآليف مجموعة كثيرة مما تناثرت من العلوم قديما وحديثا وكان أول كتاب جادت به قريحته وهو يافع كتاب روح الأدب لما حواه من حكم وأدب، وهو في الحادية والعشرين من عمره.أورد في هذا الكتاب مجموعة من الآداب والنصائح والحكم، على شكل منظومة شعرية.
وكان يلقي دروسه في المسجد طوال اليوم وجزءاً من الليل بين الصلوات، وكانت له مسامرات أدبية خاصة بآداب العرب بعد العشاء.
وكان يستعمل المنهج النبوي المعتدل، ولا يخاف في الله لومة لائم.

## الشيخ واللغة العربية
قد اعتنى الشيخ باللغة العربية اعتناء بالغا، وذلك منذ ومن أهم مظاهر ذلك رفضه إدخال أبنائه إلى المدرسة الفرنسية إبان فترة الاستعمار (الاستخراب الفرنسي) رغم الضغوط التي مورست عليه من قبل الفرنسيين؛ وأرسل أبناءه إلى الأزهر الشريف، حيث تخرجوا دعاةً وأساتذة.
وقد أسس الشيخ معهداً للغة العربية والعلوم الشرعية في مدينته، واستقدم له بعثات تعليمية من الأزهر الشريف. واستمر هذا المعهد في العطاء ونشر اللغة العربية، وتخرجت فيه أجيال بعد أجيال، ويشرف الآن عليه أبناء الشيخ وأحفاده وتوجد في المعهد بعثة تعليمية من موريتانيا مكونة من عدة أساتذة يدرسون في مختلف المراحل.

## مواقف حاسمة
1. الشيخ وقانون الأحوال الشخصية في السنغال:
اختار مشايخ السنغال الشيخ إبراهيم لمكانته العلمية، لكتابة تقرير إلى الحكومة لإبداء الرأي في مشروع قانون الأحوال الشخصية الذي أعدته الحكومة وطلبت من الشيوخ إبداء رأيهم فيه.
وأعد الشيخ تقريراً عن القانون بين فيه جملة من الملاحظات من أهمها:
- أن القانون تضمن أبواباً ومواد تتعلق بالنكاح والطلاق ومدة الحمل والميراث وثبوت النسب وهي قضايا وأحكام قد فصلت في الشريعة الإسلامية تفصيلاً لا مزيد عليه ولا داعي لتطويره، ولا يجوز لمسلم الخروج فيها عن دائرة الشريعة الإسلامية في مصادرها الأربعة المعروفة (الكتاب، والسنة، والإجماع، والقياس (
- كما طالب التقرير الحكومة السنغالية بترجمة القانون كاملاً إلى اللغة العربية ليطلع عليه المشايخ ويدرسونه.

2. موقفه حول قضية نقل مقام إبراهيم:
من مكانه الذي هو فيه الآن عندما أفتى المفتي السعودي بجواز نقل المقام ليتسع المطاف للناس، فنوقش ذلك لدى مقرِّ رابطة العالم الإسلامي - والشيخ عضوٌ مؤسس فيها - فاعترض على ذلك وكان مما قاله أنْ إن كان المقام ملكاً للسعودية فلمفتيها الحق في إصدار فتوىً وطنية لنقله حيث يريدون، أما إن كان للمسلمين فمن الأفضل عدم التعجل حتى يعلموا ما يراه المسلمون. ولم يكتف الشيخ بذلك بل كتب كتاباً يؤكد فيه استمساكه برأيه وهو «سبيل السلام في إبقاء المقام». وفعلا بقي المقام مكانه بفضل الشيخ إبراهيم.

## أهداف الدعوة عند الشيخ
حدد الشيخ أهداف دعوته في مقابلةٍ أجرتها معه إحدى الصحف العربية في السبعينيات من القرن الماضي، وفيها:
- دعوة غير المسلمين للدخول في دين الله وترك الوثنية وغيرها من الديانات الباطلة.
- الجد والاجتهاد في توعية المسلمين ونصحهم وإرشادهم ليزداد المؤمنون إيماناً مع إيمانهم.
- تجنيد كل الطاقات الممكنة لنشر لغة القرآن.
- الدعوة إلى تعميق الشعور بالأخوة الإسلامية.
- ربط الدعوة بالحركات والهيئات الإسلامية في العالم.
- التصدي للقوى التي تسعى لفتنة المسلمين من تبشيرية، مسيحية، ومن صهيونية متسترة وغيرها.

## إنتاجه الشعري
ينسب إلى الشيخ إبراهيم شعر كثير، جمع معظمه في كتاب واحد نشر إبان حياته، عنوانه: «الدواوين الستة لشيخ الإسلام الحاج إبراهيم ابن الشيخ الحاج عبد الله الكولخي»، وأُلحق بهذه الدواوين الستة ديوانان، وهي عناوين لمنظومات تدور في محور واحد هو المديح النبوي من منظور صوفي، وفضلاً عن المديح النبوي الذي نال العناية الكبرى، فإن له دواوين أخرى في مدح أهل الطريقة.

## أقوال أهل العلم عنه
قال الداعية الدكتور محمد الغزالي:
«إننا مطمئنون على مستقبل الإسلام مادام في المسلمين أمثال ضيفنا العظيم شيخ الإسلام إبراهيم نياس».
قال العلامة الشيخ محمد محمود الصواف:
«والشيخ إبراهيم نياس هو كبير مشايخ هذا الإقليم، بل هو الرجل القوي الذي يقف بصلابة أمام جميع التيارات المعاكسة للإسلام، وله مقام كبير ونفوذ واسع لدى الشعب السنغالي وبعض الشعوب الإسلامية الأخرى، وقد أسلم على يديه خلق كثير..».
وقال المحدث الشيخ محمد الحافظ المصري: بعد أن ذكر عدة أوصاف للشيخ:
«... وباختصار هو نور هذا العصر».

## الشيخ في الصحافة العربية
اهتمت الصحف العربية بحياة الشيخ ودعوته وأجرت معه عدة صحف مقابلات، ولقاءات.
ومن الصحف التي نشرت موضوعات ذات صلة بالشيخ وحياته ودعوته، مجلة الأزهر ومجلة المصور، وصحيفة الأهرام، وصحيفة المساء، وصحيفة آخر ساعة، وصحيفة الأخبار، ومجلة روز اليوسف. (كلها من مصر).
وصحيفة الأنباء المغربية، والبلاد السعودية، والشعب الموريتانية، وغيرها من الصحف والمجلات العربية.
كما نشرت صحيفة الأهرام المصرية الصادرة في 27/12/1999م.تحقيقا عنه.
والشيخ هو الزعيم الديني الأفريقي الوحيد الذي له ملف خاص في مؤسسة الأهرام.
كما اهتمت الإذاعات العربية بنشاط الشيخ الدعوي، وأجريت معه عدة مقابلات ولقاءات.

## وفاته
توفي في لندن حيث كان يعالج يوم 15 رجب 1395هـ، يوليو 1975م، ودفن في مدينته المعروفة باسم «مدينة» قرب كولخ، جنوب شرق السنغال في جنازة مهيبة حضرها خلق لا يحصى.